# Campeonato Europeo de Ciclismo BMX de 2023
El XXVIII Campeonato Europeo de Ciclismo BMX se celebró en Besanzón (Francia) entre el 7 y el 9 de julio de 2023 bajo la organización de la Unión Europea de Ciclismo (UEC) y la Federación Francesa de Ciclismo.
Las competiciones se realizaron en el circuito de BMX Rosemont de la ciudad francesa. 

## Resultados
| Evento            | Oro                                  | Plata                                      | Bronce                                 |
| ----------------- | ------------------------------------ | ------------------------------------------ | -------------------------------------- |
| Masculino (09.07) | Niek Kimmann · Países Bajos · 30,920 | Jérémy Rencurel Francia 31,248             | Romain Racine Francia 31,407           |
| Femenino (09.07)  | Zoé Claessens · Suiza · 34,155       | Malene Kejlstrup Sørensen Dinamarca 34,356 | Merel Smulders · Países Bajos · 34,835 |

## Medallero
| Núm. | País         | Oro | Plata | Bronce | Total |
| ---- | ------------ | --- | ----- | ------ | ----- |
| 1    | Países Bajos | 1   | 0     | 1      | 2     |
| 2    | Suiza        | 1   | 0     | 0      | 1     |
| 3    | Francia      | 0   | 1     | 1      | 2     |
| 4    | Dinamarca    | 0   | 1     | 0      | 1     |
|      | TOTAL        | 2   | 2     | 2      | 6     |